# Klaus Müller-Rehm
Klaus Müller-Rehm (* 26. Juni 1907 in Berlin; † 23. Januar 1999 ebenda) war ein deutscher Architekt und Hochschulprofessor, der vor allem in Berlin tätig war.

## Leben
Das Studium der Architektur absolvierte Klaus Müller-Rehm an der Technischen Hochschule Berlin. Er war dort Mitglied der von seinem Kommilitonen Hermann Zweigenthal initiierten Gruppe Junger Architekten (G.J.A.). 1931 machte er das Diplom bei Hans Poelzig. Danach ging Müller-Rehm nach Paris, wo er von 1932 bis 1933 Angestellter des Architekten Charles Siclis war. Von 1935 bis 1945 war er Regierungsbaurat in Berlin, nach Beginn des Zweiten Weltkriegs dann Heeresbauführer.
Nach 1945 richtete Max Taut den Studiengang im Fach Architektur an der damals Hochschule für bildende Künste Berlin genannten Kunsthochschule in Berlin-Charlottenburg ein, heute Universität der Künste Berlin. 1945 wurde Klaus Müller-Rehm auf Initiative von Max Taut als Professor dorthin berufen.
Klaus Müller-Rehm ist vor allem bekannt für seinen Beitrag zur internationalen Bauausstellung Interbau in Berlin. Im Hansaviertel realisierten er und Gerhard Siegmann zwischen 1955 und 1957 das als Junggesellenhochhaus bezeichnete Wohnhochhaus Klopstockstraße 2, auch bekannt unter dem Spitznamen Giraffe. Das Gebäude ist mit 53 Metern das höchste Hochhaus des Hansaviertels und bildet einen weit sichtbaren städtebaulichen Orientierungspunkt.
Der Nachlass von Müller-Rehm befindet sich in der Berlinischen Galerie.

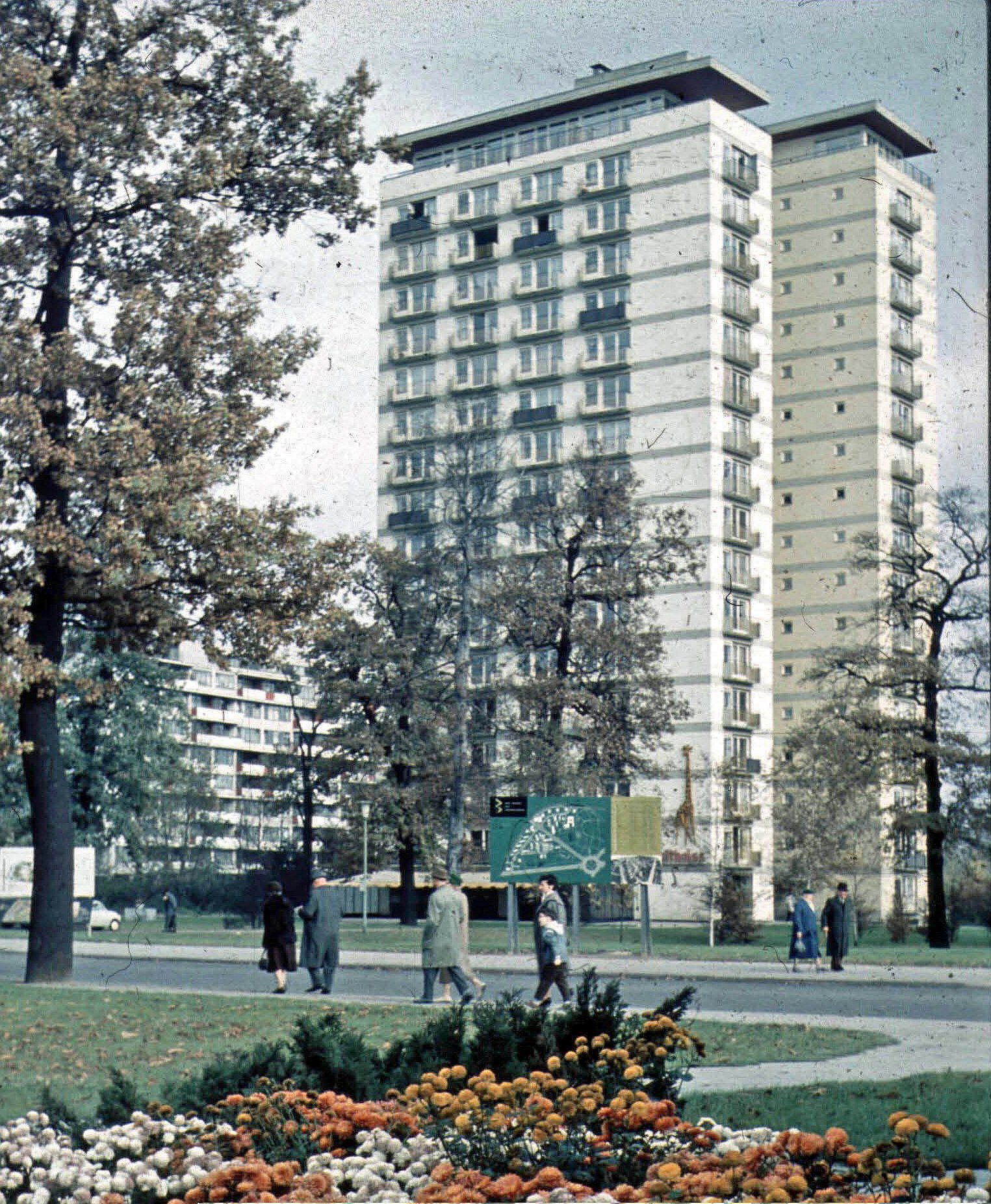
Wohnhochhaus Giraffe, Klopstockstraße 2, 1955–1957

## Werk
In den frühen 1950er Jahren realisierte Müller-Rehm mehrere kostengünstige Wohnbauten für das Wiederaufbauprogramm in Berlin, unter anderem in der Wundtstraße und Riehlstraße in Berlin-Charlottenburg (1952 bis 1953) sowie in Berlin-Lankwitz in der Dillgestraße und Thaliaweg (1952 bis 1954). Das Kino Thalia im Thaliaweg wurde ebenfalls nach einem Entwurf von Müller-Rehm errichtet (1953). Bevor das Klinikum am Urban in Berlin-Kreuzberg in den 1960er Jahren sein modernes Bettenhaus erhielt, realisierte Müller-Rehm dort bereits eine erste Erweiterungsstufe der Nachkriegszeit für Empfang und Entbindungsstation (1954).
Ab 1953 vergrößerte sich der Maßstab, in dem Müller-Rehm plante. Die Siedlung Schillerhöhe in Berlin-Wedding war die erste Großsiedlung Berlins nach dem Zweiten Weltkrieg und Müller-Rehm zeichnete den städtebaulichen Entwurf. Die Siedlung wurde von mehreren Architekten 1955 bis 1961 ausgeführt, mit dabei waren Gerhard Krebs, Alfred Rahn, Hans Schoszberger und Kurt Dübbers.
Das Hochhaus Giraffe stellt einen Wendepunkt im Werk Müller-Rehms dar, da er sich von nun an auf die Weiterentwicklung von großen Wohnhochhäusern konzentrierte. Eine bedeutende Innovation im Hochhausbau, die Müller-Rehm und Siegmann mit dem Interbau-Hochhaus einführten, war ein separates, vom Aufzugschacht getrenntes, feuersicheres Treppenhaus, das sie „Sicherheitstreppenhaus“ nannten. Heute gehören solche Fluchttreppenhäuser (vgl. Fluchtweg) in die deutsche Bauordnung und sind aus den Sicherheitsstandards moderner Hochhäuser nicht mehr wegzudenken.
Im Anschluss daran plante Müller-Rehm gemeinsam mit Wils Ebert die als Spring-Projekt bezeichnete Siedlung in Berlin-Kreuzberg. Diese Siedlung umfasst das Gebiet zwischen Franz-Künstler-Straße, Alexandrinenstraße und Neuenburger Straße und entstand zwischen 1959 und 1962. Müller-Rehm baute das Hochhaus an der Ecke Alexandrinenstraße/Franz-Künstler-Straße. In einem zweiten Bauabschnitt wurde die Siedlung ab 1964 erweitert. Dieser Teil heißt Spring-Projekt II und befindet sich zwischen Alexandrinenstraße, Ritterstraße und Prinzenstraße. Müller-Rehm baute das Hochhaus an der Lobeckstraße, in Verlängerung der Wassertorstraße (1964–1966).
Ein umfangreiches Spätwerk realisierte Klaus Müller-Rehm in Berlin-Staaken. In der Siedlung Heerstraße Nord entstanden ab 1971 fünf 22-geschossige Punkthochhäuser, bei deren Entwurf Müller-Rehm seine vorangegangenen Studien zu radialsymmetrischen Wohnhochhäusern endlich umsetzen konnte. Bereits in den 1960er Jahren hatte Müller-Rehm Entwürfe für Wohnhochhäuser mit hexagonalen und radialsymmetrischen Grundrissen erarbeitet.